# Test HSD Tukeya
Test HSD Tukeya – powszechnie stosowany w statystyce test post hoc, opracowany przez Johna Tukeya. 
Jest on uważany za mniej konserwatywny od testu Scheffégo, ale bardziej konserwatywny od testu Newmana-Keulsa.